# Otitoma batjanensis
Otitoma batjanensis é uma espécie de gastrópode do gênero Otitoma, pertencente a família Pseudomelatomidae.